# Драгиша Обрадовић
Драгиша Обрадовић (Пепељевац код Крушевца, 5. октобар 1943) српски је академски вајар и професор универзитета у пензији, културни радник и писац.

## Биографија
Завршио је Основну школу „Доситеј Обрадовић“у Крушевцу 1958. године. Исте године уписао Уметничку школу „Петар Драпшин“ у Новом Саду, наставио школовање на Вајарском одсеку Умјетничке школе у Херцег Новом (проф. Војо Станић).
Уписао је 1961. студије вајарства на Академији за ликовне уметности Универзитета уметности у Београду, које је завршио 1966. На Факултету примењених уметности и дизајна у Београду похађао је од 1973. до 1975. последипломске студије на програму скулптуре у простору.
Био је професор ликовне културе у Гимназији у Врњачкој Бањи. Примљен за члана Удружења ликовних уметника Србије 1967. године.
Од доласка у Културни центар Врњачке Бање 1973. до 1997. реализује ауторски пројекат: „Синтеза стваралаштва и култура простора“. У периоду 1988–1996. је управник Замка културе.
Изабран је 1997. за наставника за предмет Вајање на Факултету уметности Универзитета у Приштини. Гостујући професор 2005–2011. за предмет Вајање на Факултету уметности Универзитета у Нишу. Одлази у пензију 2011. године.

## Вајарски опус

### Важније самосталне изложбе
Остварио је близу 50 самосталних изложби.
- 1967. Врњачка Бања, Салон народне библиотеке, цртежи;
- 1971. Београд, Галерија „Коларца“ — Скулптуре и цртежи;
- 1971. Séguret, Француска, Галерија интернационалног атељеа, скулптуре и цртеж;
- 1972 Нови Сад, Галерија радничког универзитета „Радивој Ћирпанов“, скулптуре и цртежи;
- 1974. Суботица, Галерија Ликовног сусрета, скулптуре и цртежи;
- 1975. Чачак, Галерија Дома културе, скулптуре и цртежи
- 1976. Крушевац, Уметничка галерија, скулптуре и цртежи,
- 1978. Београд, Галерија Културног центра, скулптура и цртежи;
- 1982, Београд, Галерија графичког колектива, цртежи;
- Краљево, Народни музеј — „Господар Васин конак“, Цртежи;
- Дубровник, Галерија Дома синдиката (са М. Сараз–Такач) скулптуре;
- 1983. Крагујевац, Народни музеј — Мали салон;
- Скопље, Центар за културу и информисање;
- 1986. Београд, УП „Цвијета Зузорић“, скулптуре и цртежи;
- 1987. Врњачка Бања, Замак културе, скулптуре (са Б. Димићем);
- 1988. Ниш, ГСЛУ — галерија „Салон '77“', скулптуре;
- 1996. Београд, Галерија УЛУС, скулптуре и цртежи;
- Чачак, УГ “Надежда Петровић“, скулптуре и цртежи;
- Крушевац, Народни музеј; скулптуре и цртежи;
- Ниш, ГСЛУ „Србија“; скулптуре и цртежи
- Крагујевац; Народни музеј — Галерија савремене уметности; скулптуре и цртежи;
- Приштина, Галерија Покрајинског културног центра, скулптура и цртежи;
- 1997. Прокупље, галерија „Божа Илић“, скулптуре и цртежи;
- 1998. Косовска Митровица, Народни музеј, скулптуре и цртежи;
- 2002. Београд — Музеј савремене уметности, Салон МСУ — скулптуре и цртежи;
- Врњачка Бања, Замак културе, скулптуре и цртежи;
- Сремска Митровица, Галерија „Лазар Возаревић“;
- Сомбор, Галерија „Ликовна јесен“, скулптуре и цртежи;
- Суботица, Српски културни центар „Св. Сава“, скулптуре и цртежи;
- 2003. Нови Сад, Галерија огранка САНУ, скулптуре и цртежи;
- Сремски Карловци, „Карловачка уметничка радионица“, скулптуре и цртежи;
- Пирот, Уметничка галерија „Чедомир Крстић“, скулптуре и цртежи;
- 2008. Београд, цртежи, галер. „Атријум“;
- Крушевац, Уметничка галерија, скулптуре и цртежи;
- 2009. Ниш, ГСЛУ, галерија „Србија“, скулптуре и цртежи;
- Зајечар, Народни музеј;
- Бор, Музеј рударства и металургије „Бакар“;
- Краљево, Народни музеј, скулптуре и цртежи;
- 2010. Рашка, Центар за културу, „Лица“, скулптуре и цртежи;Ћуприја, Народни музеј „Horeum Margi — Равно“, скулптуре и цртежи
- 2015, Ниш, Галерија Културног центра, цртежи;
- 2018. Будва, Модерна галерија, скулптуре и цртежи.

### Kолективне изложбе (избор)
Oд 1966. учествовао на више од 300 колективних изложби у земљи и иностранству. Важније су:
- 1967–1972. Београд, пролећне, јесење и тематске изложбе УЛУС; Београд, Загреб, Приштина, Октобарски салон;
- 1970. Београд, Нови Сад, Октобарски салон; Séguret — Француска, Интернационални атеље; Ријека, VI Бијенале младих;Љубљана, Птуј — Савремена ликовна уметност Србије;
- 1971–1972. Београд, Смедерево, Суботица — млади сликари, вајари и графичари Србије. 1972. Београд, Цртежи и ситна пластика чланова УЛУС–а;
- 1976–1977. Београд, Ниш, Изложба УЛУС–а, пролећна изложба УЛУС–а
- 1978, 1979, 1980, 1982. 1983) Београд, изложба УЛУС–а, УЛУК–а и УЛУВ–а, Београд, УП „Цвијета Зузорић“, 40. година АЛУ у Београду, изложба графике;
- 1984. 1985, 1986, Београд, Октобарски салон, скулптуре:
- 1986 Велење, Штутгарт, Бакнанг — изложба слика и скулптура,
- 1987. Београд, Приштина, Скопље, слике, скулптуре и графика „Генерације „66“,
- 1992. Крушевац, 30. година галерије у Крушевцу,
- 1993. Београд, Врњачка Бања, Уметничка збирка, галерија УЛУС, Замак културе;
- 1996. Приштина, Новембарска изложба УЛУ КиМ, Горњи Милановац, Међународни бијенале минијатуре;.
- 1998. Приштина, Народни музеј, изложба цртежа чланова УЛУ КиМ; Горњи Милановац, Међународни бијенале минијатуре;
- 2000. Београд, Народни музеј, стална поставка југословенске скулптуре, аутори Н. Кусовац, В. Грујић, Љ. Миљковић, Врњачка Бања, Замак културе, Савремена српска скулптура из Збирке Народног музеја у Београд, аутор поставке Вера Грујић;
- 2002. Херцег Нови, Београд, Дом војске Србије, изложба дела наставника Факултета уметности Приштинског универзитета (Косовска Митровица), Краљево, Народни музеј, Врњачка Бања, Замак културе — Уметничка збирка Народног музеја у Краљеву.
- 2003 Крагујевац, Народни музеј — Изложба вајарске збирке;
- 2005. Врњачка Бања, Замак културе, изложба Уметничке збирке Замка културе;
- 2009. Нови Сад, галерија огранка САНУ, изложба дела из фонда Огранка;
- 2009. Ниш, ГСЛУ, дела учесника УК у Сићеву;
- 2010. Београд, Сурчин — Бојчинска шума, дела учесника првог Вајарског симпозијума у дрвету;
- 2011. Београд, Велика галерија Дома војске Србије, избор из збирки УГ „Надежда Петровић“, мај и април.
- 2013. Београд, Јесења изложба УЛУС–а, учешће по позиву Уметничког савета.

### Дела у музејима и галеријама (избор)
- Народни музеј, Београд, од 1996. 1. Извесна сугестија облика, мермер, 1967. у сталној поставци од 2000. године и 2. Лице кнеза, 1968. (Извесна сугестија облика), мермер.
- Народни музеј, Крагујевац, Историјско–уметничка збирка, скулптура Извесно присуство њеног лица, мермер, 1970.
- Огранак САНУ, Нови Сад, Уметничка збирка, Лице времена, мермер, 1995.
- Галерија савремене ликовне уметности Ниш, фонд Галерије 1. Кнегиња Сићева, дрво. 2009. 2. Сан у Сићеву, дрво, 2009.;
- УГ„Надежда Петровић“, Силуета лица, мермер, 1986. Збирка југословенског сликарства и скулптуре друге половине 20. века;
- Народни музеј Крушевац, Збирка дела ликовних уметности, скулптуре 1. Присуство бола, мермер, 1974. 2. Скуп, гипс, 1970;
- Народни музеј, Краљево, Уметничка збирка, скулптура1. Група, мермер, 1971. у каталогу Из Збирке уметничких дела (2001), 2. „Цртеж“ 1983, туш, 3. „Сусрет“, дрво, 2007. и 4, 5, 6, цртежи, 1978, 1996.;
- Фонд УЛУС–а и УЛУПУДС–а, Београд, скулптуре 1. Два лица, мермер, 1973. 2. Велико присуство, мермер, 1972.;
- УГ „Чедомир Крстић“, Пирот, скулптура Лице, дрво, 2004, Збирка Галерије;
- Уметничка галерија, Бања Лука, скулптура Портрет, 1966. гипс;
- Културни центар Замак културе, Врњачка Бања, скулптуре 1. Лице, мермер, 1972. 2. Ново присуство, мермер, 1983.;
- Музеј рударства металургије, Бор, скулптуре 1. Два лица, бронза, 1998. 2. Асоцијације, бронза, 1998. Збирка ликовне уметности итд.
- Центар за културу — галерија минијатуре Горњи Милановац, две скулптуре у мермеру 2002. итд.
- Нови Сад, Галерија „Радивој Ћирпанов“, Скуп, гипс, 30х35х15 цм, 1972.

Скулптуре и цртежи Д. Обрадовића налазе се и у другим галеријама и приватним колекцијама у земљи и иностранству.

### Скулптуре у слободном простору
- Острожац код Бихаћа, БиХ, Велика психа, камен, 1970. вел. 2,50 м.
- Прилеп, Македонија, Велики скуп, мермер, 1975. вел. 2,35 м.
- Врњачка Бања, Скуп, камен, централни парк 1979, 2,50 м
- Нова Варош, хотел „Палисад“ на Златару, Свинга, 1,30 цм.;
- Врњачка Бања, Црквено брдо, Споменик поезији, Еутерпа са фениксом, бронза, 2,50 м.;
- Врњачка Бања, Косовски лелек, мермер, 80x50x50 цм. 2002. слободни простор
- Зајечар, У слободном простору, Лица и сенке, камен, висина 90 цм, 2010.;
- Сурчин — Бојчинска шума, Бојчинска муза, дрво, вис. 2,20. м. и Сусрет, дрво, в. 1,80 м. 2011. год.

### Меморијални споменици и спомен обележја
- Врњачка Бања, Спомен биста Спомен биста борцу НОР–а, 1973.;
- Вранеши Споменик погинулим борцима у Првом и Другом светском рату, бетон, 1981. висина 4. м (са арх. Д, Јакшићем);
- Врњачка Бања спомен биста, привреднику М. Чеперковићу, мермер, 1989. висина 2,30 м.;
- Врњачка Бања, Спомен обележје погинулим борцима, жртвама НАТО агресије; 1999., године, мермер, Трга културе 2000. год.,
- Врњачка Бања, Централни парк, Спомен биста педагогу Јовану Миодраговићу, бронза, 2006.;
- Врњачка Бања, Централни парк, споменик краљу Александру I Карађорђевићу, мермер и бронза, реконструкција.;
- Косовска Митровица, Биста Николе Тесле, гипс, в. 85 цм. хол Факултета техничких наука,
- Врњачка Бања, 2018. Биста Миодрагу Б. Протићу, бронза.

## Педагошки рад
Обрадовић је радио у Гимназији у Врњачкој Бањи од 1966. до 1969. као професор ликовне уметности. Израдио је програм анимације ликовног стваралаштва од 1973. године у Културном центру Врњачке Бање и реализовао у оквиру Вајарске летње школе, Отвореног ликовног атељеа, Центра за културу и ликовно стваралаштво младих, Школе за ликовне таленте; Међународне летње Академије у оквиру делатности Замка културе и Атељеа „Басара–Обрадовић“.
На Факултету уметности Приштинског универзитета, предаје предмет Вајање од 1997–2011;предмет Скулптуру у дрвету предаје 2005–2010. По позиву на Факултету уметности Нишког универзитета од 2005. до 2011. предаје предмет Вајање.
У оквиру последипломских студија члан комисија и председник за оцену магистарских радова на Катедри Вајарства Факултета уметности у Косовској Митровици. У склопу сарадње са Факултетом техн. наука, на департману архитектура (проф. др Љубиша Фолић) држао предавања и био члан комисија за дипломске радове и радио на пројектима синтезе просторних уметности; 2009, Иницирао и израдио у сарадњи са групом професора са Нишког, Београдског и Приштинског универзитета — Косовска Митровица (проф. С. Јовановић, проф. др Никола Цекић, проф. мр. Мирослав Анђелковић и проф. Д. Обрадовић) Елаборат интердисциплинарних специјалистичких и докторских студија просторних уметности за Нишки универзитет. .

## Делатности пројекта Синтеза стваралаштва
Покренуо и организовао у Културном центру Врњачке Бање пројекат Синтеза стваралаштва и култура простора 1973. године: Симпозијум синтезе (седам скупова); Бијенале југословенске скулптуре у пленеру (седам смотри).
Обновио је 1974. и организовао Вајарски симпозијум (шест смотри, I и II организован 1965/66. покретачи су Д. Ћосић, М. Б. Протић, Л. Трифуновић) и Вајарску летњу школу; уредио и публиковао, у својству главног и одговорног уредника, Књиге синтезе (пет томова).
Покренуо је 1982. и организовао научно–истраживачки пројекат Просторно планирање и изградња простора региона Краљево (до 1985) и истраживао примену ликовне уметности и дизајна у планирању и обликовању простора.
Иницирао 2009. и израдио Елаборат за специјалистичке и докторске студије просторних уметности за Универзитет у Нишу, 2010.

## Пројекти унапређења ликовног стваралаштва
Обрадовић је покренуо и организовао Центар за савремену графику. У оквиру овог Центра остварио је од 1985: двадесет три Сусрета са графичким ствараоцима и Графичке радионице; формирао је Збирку графика, дела. Реализовао је пројекте „Значајне појаве у ликовном стваралаштву Србије“ и „Из ризница музеја и галерија“. Од те године у Замку културе је представљао стваралаштво најзначајнијих ликовних уметника Србије.
Покренуо је и водио Међународну летњу Академију за ликовно стваралаштво. 1992. установио и организовао Фестивал пејзажа; формирао је 1993. Уметничку збирку Замка културе.
Године 2000. са академиком Светомиром Арсићем Басаром, а у сарадњи са Н. Кусовцем, С. Бошњаком, В. Грујић, М. Видићем, С. Халугином, П. Поповићем, С Г. Јовановићем и С. Рачићем, организује у Врњачкој Бањи Атеље „Басара–Обрадовић“ за развој и афирмацију ликовног стваралаштва, синтезе уметности и културе простора и стваралаштва младих вајара...

## Награде и признања
- 1967. Београд, Октобарски салон, Откупна награда Комисије Секретаријата за културу Србије,
- 1971. Београд, Фонд УЛУС–а и УЛУПУДС–а, откупна награда и стипендија (1971/73) за скулптуру;
- 1974. Крушевац, годишња изложба УЛУСЗП, прва награда;
- 1976. Београд, Фонд „Моша Пијаде“, награда — студијски боравак у Паризу;
- 1978. Београд, самостална изложба у Културном центру Београда, откупна награда РЗ културе Србије;
- 1984. Београд, Златна значка КПЗ Србије, допринос ширења културе,
- 1984. Врњачка Бања, прва награда на годишњој изложби УЛУСЗП;
- 1986. Београд, УП „Цвијета Зузорић“ откупна награда комисије Фонда за културу Србије на самосталној изложби скулптура и цртежа;
- 1996. Београд, Галерија УЛУС, откупна награда Комисије Министарства културе на самосталној изложби, за Народни музеј у Београду.